# Sukiyabashi Jiro
Sukiyabashi Jiro (Nhật: すきやばし次郎 Hepburn: Sukiyabashi Jirō) là một nhà hàng sushi ở Ginza, Chūō, Tokyo, Nhật Bản. Nó thuộc quyền sở hữu và điều hành của bậc thầy sushi Ono Jiro. Nhà hàng được Michelin Guide đánh giá ba sao. Một nhà hàng nhánh hai sao của nó được mở ra và điều hành bởi con trai ông chủ nhà hàng - Ono Takashi - tọa lạc tại Roppongi Hills ở Minato, Tokyo. Sukiyabashi Jiro chỉ phục vụ 10 chỗ ngồi theo kiểu quầy bar, và thực khách phải đặt chỗ trước khoảng một tháng để có thể thưởng thức bữa ăn gồm 20 lát sushi theo thực đơn cố định. Đầu bếp người Pháp Joël Robuchon từng tuyên bố rằng đây là một trong những nhà hàng mà ông yêu thích nhất thế giới, và nó đã dạy cho ông biết rằng sushi là một nghệ thuật.

## Phim ảnh
Sukiyabashi Jiro là chủ đề cho bộ phim tài liệu Jiro Dreams of Sushi của đạo diễn David Gelb, sản xuất năm 2011.

## Hỏa hoạn
Một vụ cháy đã xảy ra tại nhà hàng vào sáng ngày 24 tháng 6 năm 2013. Các nhân viên cứu hỏa cho biết một đầu bếp sushi đã dùng rơm để xông khói cá ngừ, và rất có khả năng số rơm này đã phát lửa sau khi ông ta mang nó trở vào kho. Đám cháy mất khoảng một giờ đồng hồ để dập tắt hoàn toàn, và không có ai bị thương.

## Chuyến thăm của Barack Obama

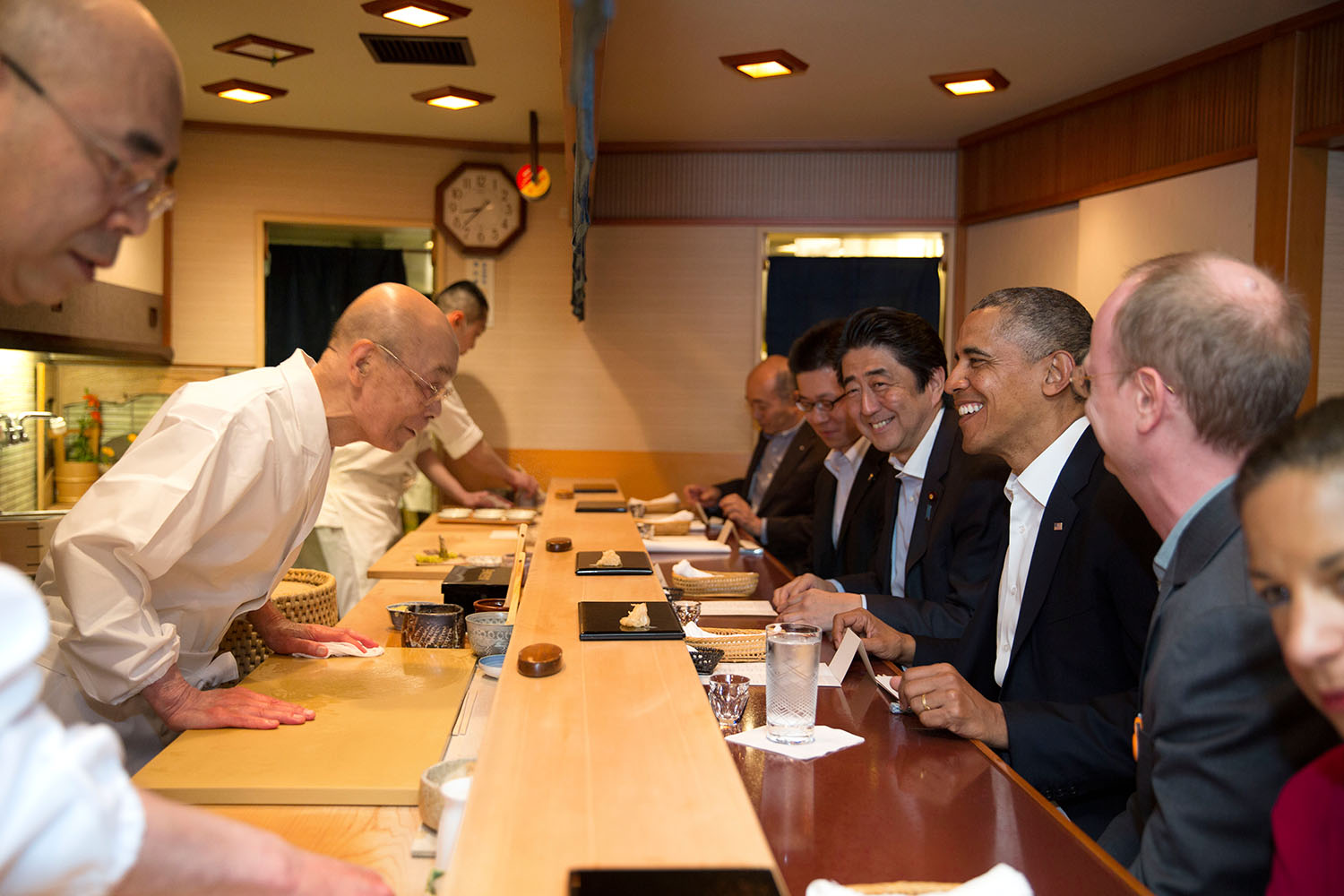
Thủ tướng Abe và Tổng thống Obama tại Sukiyabashi Jiro vào tháng 4 năm 2014

Tổng thống Hoa Kỳ Barack Obama đã dùng bữa tối tại Sukiyabashi Jiro cùng với Thủ tướng Nhật Bản Abe Shinzō vào ngày 23 tháng 4 năm 2014 trong chuyến công du đến quốc gia này của ông. Những tường thuật sau đó nảy sinh mâu thuẫn xoay quanh việc ông Obama có dùng hết bữa ăn gồm 20 lát sushi hay không, mặc dù Thủ tướng Abe chia sẻ rằng "Obama tuyên bố '[đây là] món sushi ngon nhất mà tôi từng ăn.'" Chánh Văn phòng Nội các Nhật Bản Suga Yoshihide, người cũng có mặt trong bữa ăn, cho biết Obama "đã ăn nhiều" và "từ biểu cảm cho thấy ông ấy rất hài lòng."